# 平成27年台風第6号
平成27年台風第6号（へいせい27ねんたいふうだい6ごう、アジア名：Noul 、命名：北朝鮮、意味：夕焼け、フィリピン名：Dodong）は2015年（平成27年）5月4日に発生した台風。5月に台風6号が発生したのは39年ぶりのことであり、5月上旬に発生するのは44年ぶりである。台風が5月に接近したのは平成23年台風第2号以来で、進路や発達具合も非常によく似ていた。

## 概要

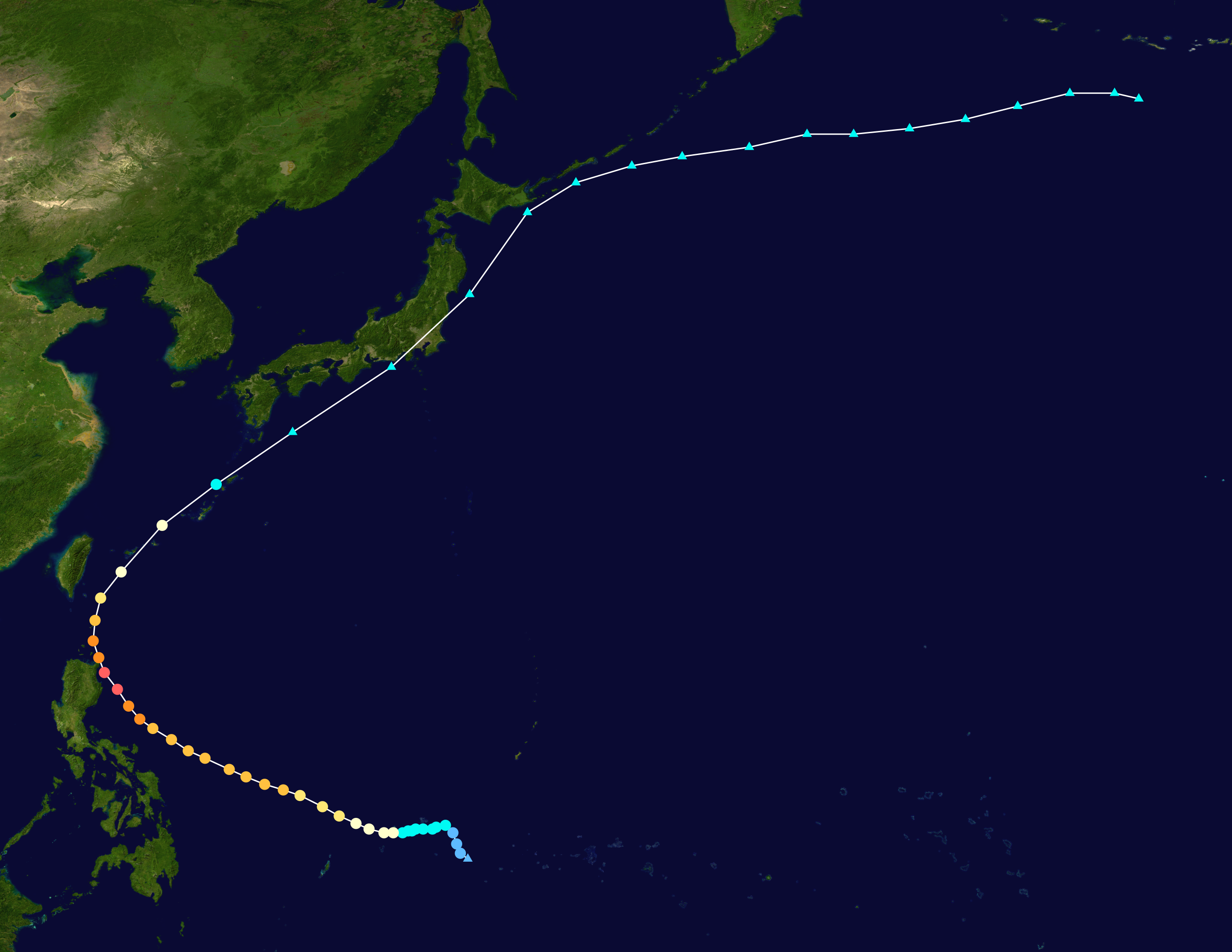
台風の経路

4月30日頃、チューク付近で発生した低圧部が、5月3日には熱帯低気圧となり、熱帯低気圧番号06Wを与えられた。それが4日3時(協定世界時3日12時)、北緯9度25分、東経140度40分で台風へと発達し、アジア名ノウル（Noul）と命名された。10日にはフィリピンの東で915ヘクトパスカルと猛烈な勢力にまで発達してから、まだ海水温の低い領域に進んだため、急速に勢力が落ち、その後、12日には1時間に75kmと急速にスピードを上げながら本州の南岸に接近した。台風は温低化直前まで強風域の平均半径が200kmを上回ることがなく、かつての台風の分類で「ごく小さい台風」となるほどの大きさしかなかったため、各地で雨風は急激に強まった。12日18時に四国沖で温帯低気圧に変わったと発表されたが、まだ台風が本州付近から少し離れていた12日午前6時ごろにはすでに温帯低気圧の要素に変わっていた。気象庁では温帯低気圧に変わった地点で定期的に行われる台風情報が終了するため、四国地方に最接近する12日18時まで「台風」として扱っていた。そのため、12日17時の地点ですでに中心気圧が994ヘクトパスカルであったが、最大風速は30メートルを保ち、風速25メートル以上の暴風域を伴ったままであった。

## 影響

### フィリピン
大雨・強風の影響で家屋倒壊や大規模な停電、倒木などが発生した。最低でも2人の死者が確認されており、約3000人が一時避難した。

### 日本
鹿児島県徳之島の伊仙町では台風の影響で竜巻とみられる突風が発生し、住宅1棟が全壊するなど合計12棟が被害を受けたほか、住人5人がけがをした。

## 概要
|                            |  | 台風の進路 |
| 台風が接近中の徳之島の様子 |  | 台風の進路 |

4月30日頃、チューク付近で発生した低圧部が、5月3日には熱帯低気圧となり、熱帯低気圧番号06Wを与えられた。それが4日3時(協定世界時3日12時)、北緯9度25分、東経140度40分で台風へと発達し、アジア名ノウル（Noul）と命名された。10日にはフィリピンの東で915ヘクトパスカルと猛烈な勢力にまで発達してから、まだ海水温の低い領域に進んだため、急速に勢力が落ち、その後、12日には1時間に75kmと急速にスピードを上げながら本州の南岸に接近した。台風は温低化直前まで強風域の平均半径が200kmを上回ることがなく、かつての台風の分類で「ごく小さい台風」となるほどの大きさしかなかったため、各地で雨風は急激に強まった。12日18時に四国沖で温帯低気圧に変わったと発表されたが、まだ台風が本州付近から少し離れていた12日午前6時ごろにはすでに温帯低気圧の要素に変わっていた。気象庁では温帯低気圧に変わった地点で定期的に行われる台風情報が終了するため、四国地方に最接近する12日18時まで「台風」として扱っていた。そのため、12日17時の地点ですでに中心気圧が994ヘクトパスカルであったが、最大風速は30メートルを保ち、風速25メートル以上の暴風域を伴ったままであった。

## 影響

### フィリピン
大雨・強風の影響で家屋倒壊や大規模な停電、倒木などが発生した。最低でも2人の死者が確認されており、約3000人が一時避難した。

### 日本
鹿児島県徳之島の伊仙町では台風の影響で竜巻とみられる突風が発生し、住宅1棟が全壊するなど合計12棟が被害を受けたほか、住人5人がけがをした。